# Caserne Bosquet
La caserne du Maréchal Bosquet ou caserne Bosquet est une ancienne caserne militaire située à Mont-de-Marsan, dans le département français des Landes.

## Présentation
Le site de l'ancienne caserne Bosquet, situé dans le quartier de Nonères, borde par le nord l'avenue du Maréchal Foch. Il est de nos jours occupé par divers organismes, notamment les archives départementales des Landes, la maison des syndicats, le musée du 34e régiment d'infanterie, la régie municipale des fêtes.

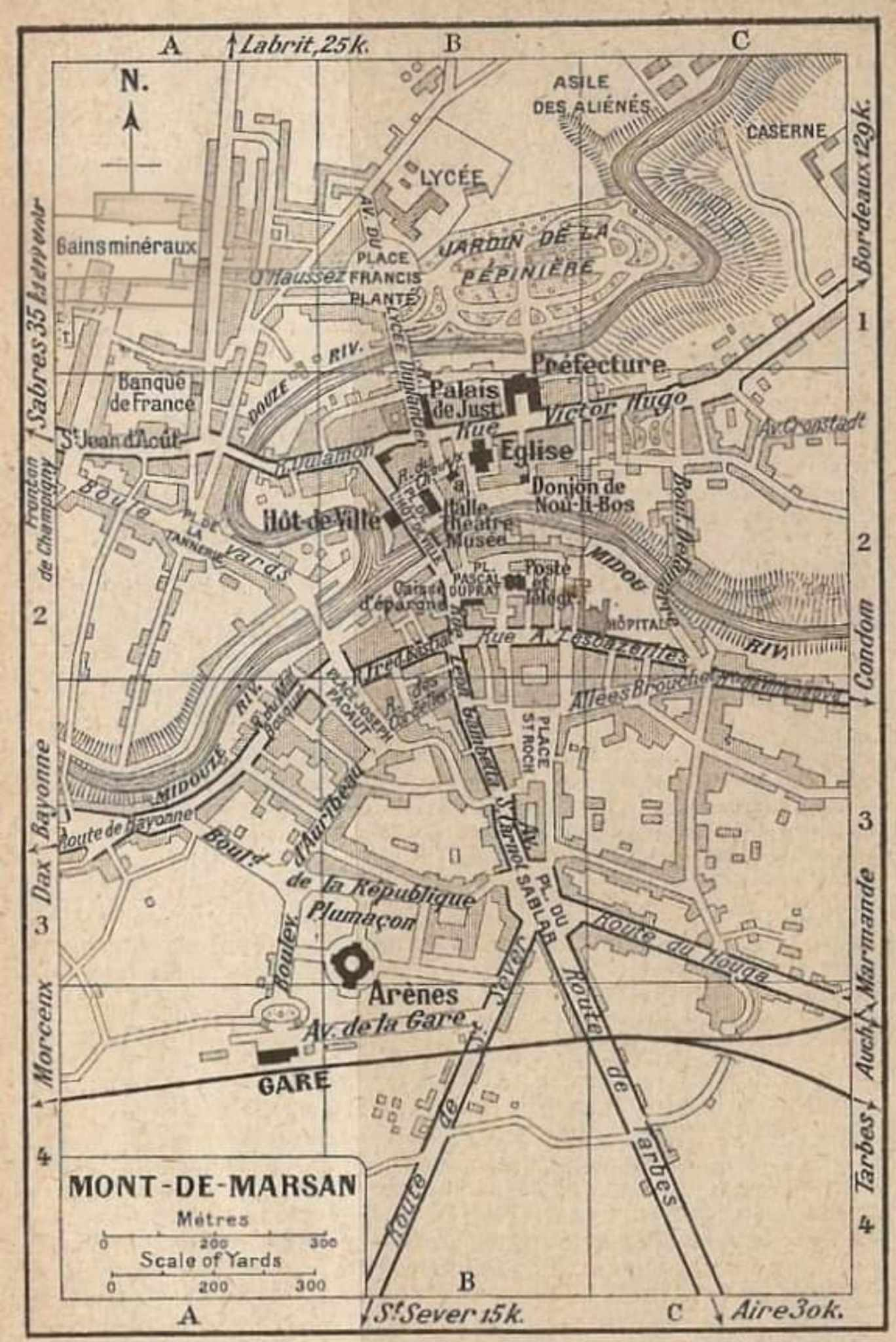
Situation de la caserne, sur un plan ancien, au nord-est de la ville.

### Histoire militaire
La défaite de l'armée française lors de la bataille de Sedan en 1870 entraîne la chute du Second Empire et la Troisième République qui lui succède se lance dans une politique de profonde réorganisation militaire, avec la réorganisation notamment d'une armée de conscription et une volonté de mailler le territoire national avec des casernes.
Concernant Mont-de-Marsan, la ville dispose depuis 1809 d'une caserne d'infanterie, construite au nord-est de l'actuelle rue du 8-Mai-1945, sur une partie de l'emplacement de l'ancien couvent des Ursulines. Mais ses locaux exigus ne lui permettent d'accueillir que de manière intermittente des compagnies venues d'autres garnisons du Sud-Ouest (Auch, Bayonne, Pau ou Tarbes). Les pétitions des habitants pour réclamer la construction d'une caserne capable d'accueillir un régiment de manière permanente dans leur cité restent sans effet. En 1860, le maire Antoine Lacaze offre à sa ville le donjon Lacataye pour l'aménager en caserne, qui prend le nom de « caserne Lacaze ». Le 91e Régiment d'infanterie s'y installe le 7 juin 1860.
Dans le cadre de la réorganisation des armées voulue par la jeune République, des projets voient le jour en 1872 et la création à Mont-de-Marsan d'une caserne destinée à devenir un centre d'instruction est décidée le 24 novembre 1873. Le financement est quant à lui approuvé par décret du 14 octobre 1874. Les travaux, adjugés fin 1874, débutent en 1875 sur un terrain de 5 hectares acheté à monsieur Vaillant, en lisière de la ville. Ils sont coordonnés par l'architecte départemental Alexandre Ozanne. La nouvelle caserne est constituée de trois hauts corps de bâtiments disposés en forme de « U » autour d'une place d'armes, suivant en cela le plan-type du Génie pour les casernes édifiées dans ces années-là. Une soixantaine d'hommes du 34e régiment d'infanterie, formant l'avant-garde du régiment entier, s'y installe dès novembre 1876 sans attendre la fin des travaux en janvier 1877. La caserne prend cette même année le nom de Bosquet, en l'honneur de Pierre Bosquet, maréchal de France originaire de la ville. Dans le milieu des années 1880, Armand Jacquey (qui sera élu député des Landes aux élections législatives de 1898, 1902 et 1906 après sa carrière militaire), commande avec le grade de colonel successivement deux régiments d'infanterie à la caserne Bosquet. Le 34e RI quitte la ville au moment de la mobilisation française de 1914. Il est remplacé en ces lieux par le 14e régiment de tirailleurs sénégalais, qui s'installe dans la caserne Bosquet le 15 janvier 1922. Les commerces de la ville s'adaptent à cette nouvelle clientèle en proposant des denrées coloniales. Ce régiment quitte à son tour la ville au moment de la mobilisation française de 1939.

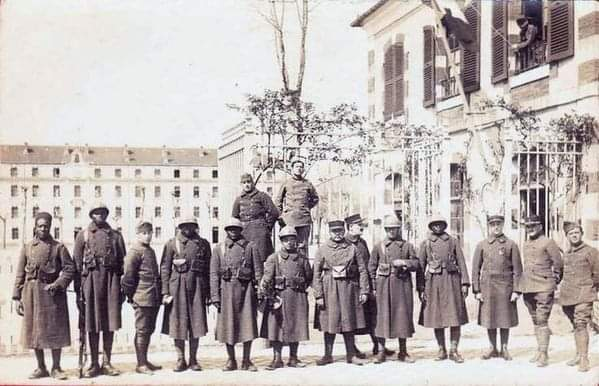
Photo de groupe devant l'entrée de la caserne Bosquet
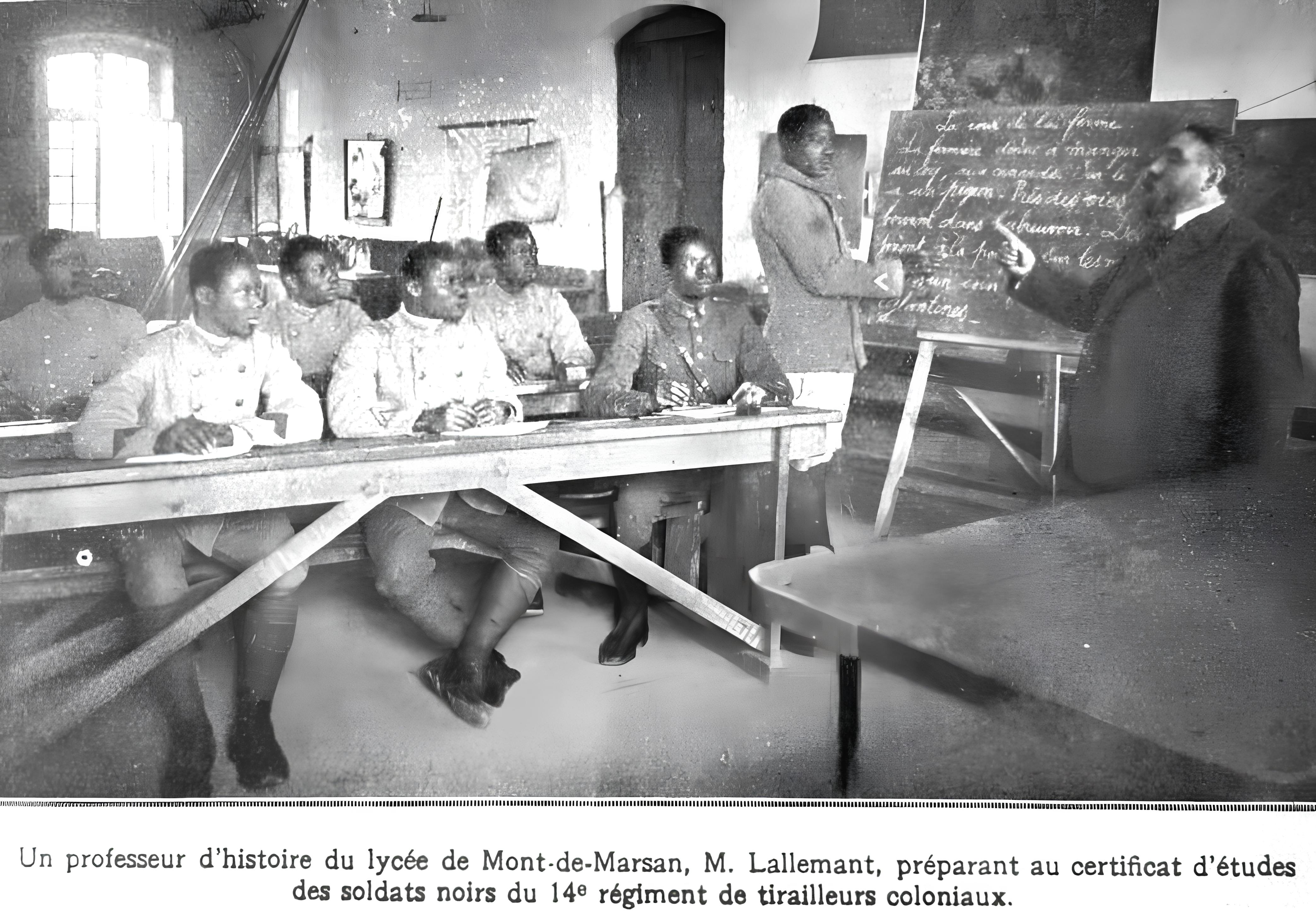
M Lallemant, professeur d'histoire au lycée Victor-Duruy, prépare des soldats du régiment au certificat d'études
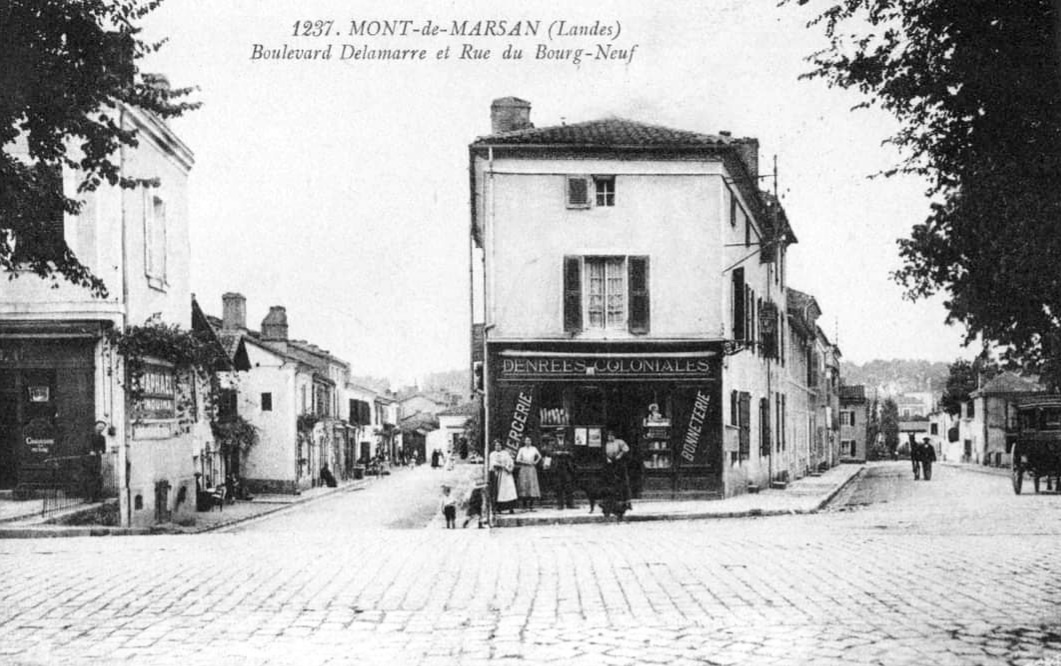
Commerce de denrées coloniales (actuellement 8 avenue Maréchal-Foch à Mont-de-Marsan)

Au début de l'occupation de la ville le 27 juin 1940, la caserne est réquisitionnée et sert de cantonnement à la Heer de la Wehrmacht (armée de terre). Elle le restera jusqu'à la libération de Mont-de-Marsan le 21 août 1944. Après guerre, la caserne est occupée de manière intermittente par diverses unités (notamment la 1re demi-brigade coloniale de commandos parachutistes). Le 3 juillet 1945, le général Leclerc vient en personne inspecter le centre d'instruction du 2e bataillon d'Extrême-Orient à la caserne Bosquet, avant de partir pour l'Indochine française. Décédé dans un accident d'avion le 28 novembre 1947, il est élevé à la dignité de maréchal de France à titre posthume le 23 août 1952 et à Mont-de-Marsan, la place de la Poste est rebaptisée place du Général-Leclerc dès le 20 décembre 1947 en son honneur.
Le 6e régiment de parachutistes d'infanterie de marine, créé en 1948, s'installe dans la caserne Bosquet le 16 janvier 1963 et y demeure jusqu'à sa dissolution, le 30 juin 1998.

### Après l'armée
La ville rachète à l'État l'emprise foncière de 11,5 hectares et les bâtiments le 15 juin 2004 pour y mener une opération publique d'aménagement. Le site accueille depuis divers services, des administrations et des logements. Le musée du 34e RI est installé depuis le 11 novembre 2006 dans le pavillon Solférino, ancien poste de garde de la caserne. Il conserve notamment des œuvres de Marcel Canguilhem (1895-1949), dit Cel le Gaucher, artiste (illustrateur, sculpteur) incorporé en 1914 à la caserne Bosquet.
Une rue tracée lors du réaménagement de l'ancienne caserne reçoit le nom de Renée Darriet en hommage à cette résistante originaire de la ville. En 2012 ouvre la médiathèque Philippe Labeyrie, reprenant les ouvrages de la bibliothèque installée depuis 1971 dans l'ancien hôtel de ville.

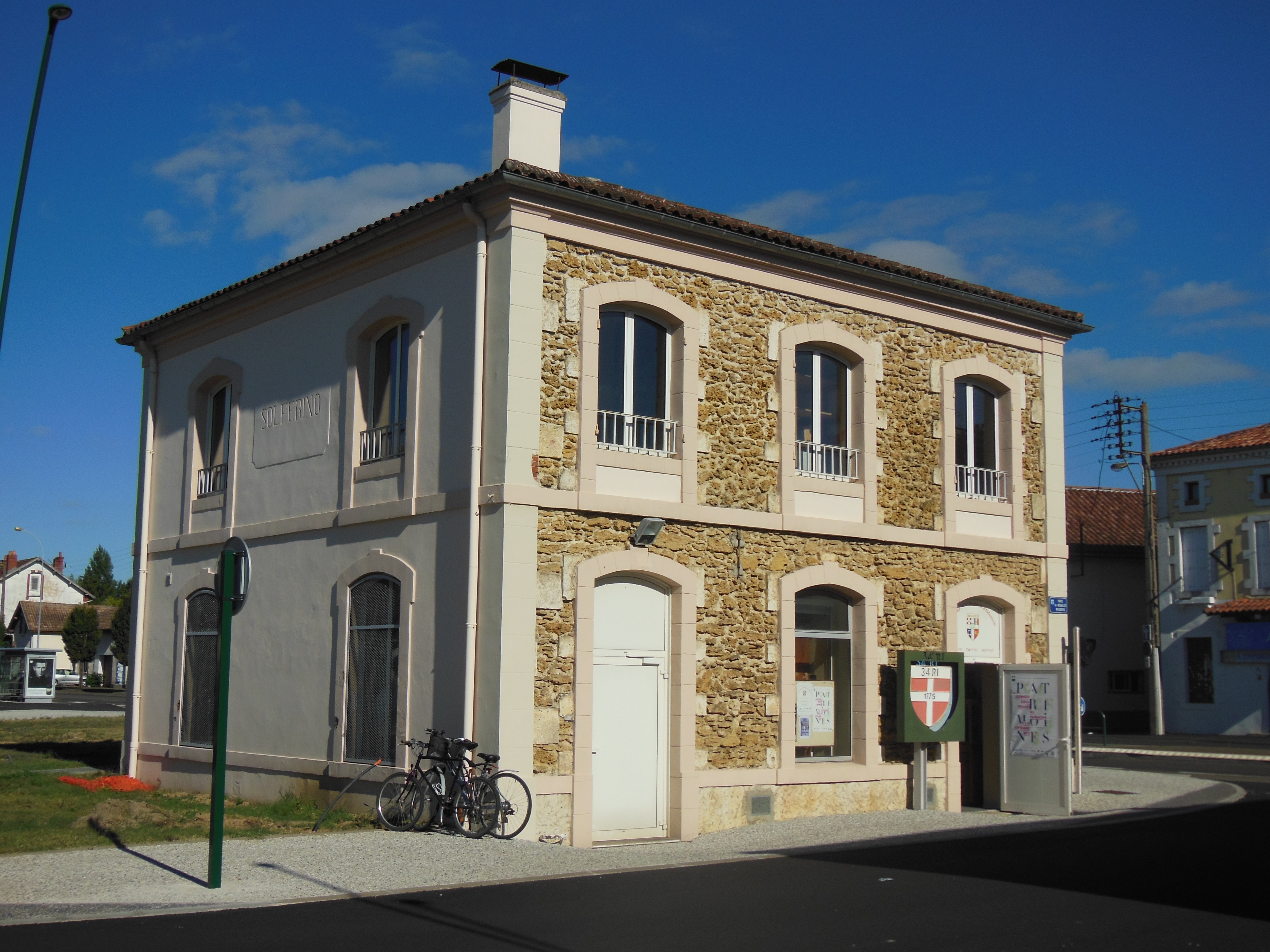
Pavillon Solférino à l'entrée de l'ancienne caserne
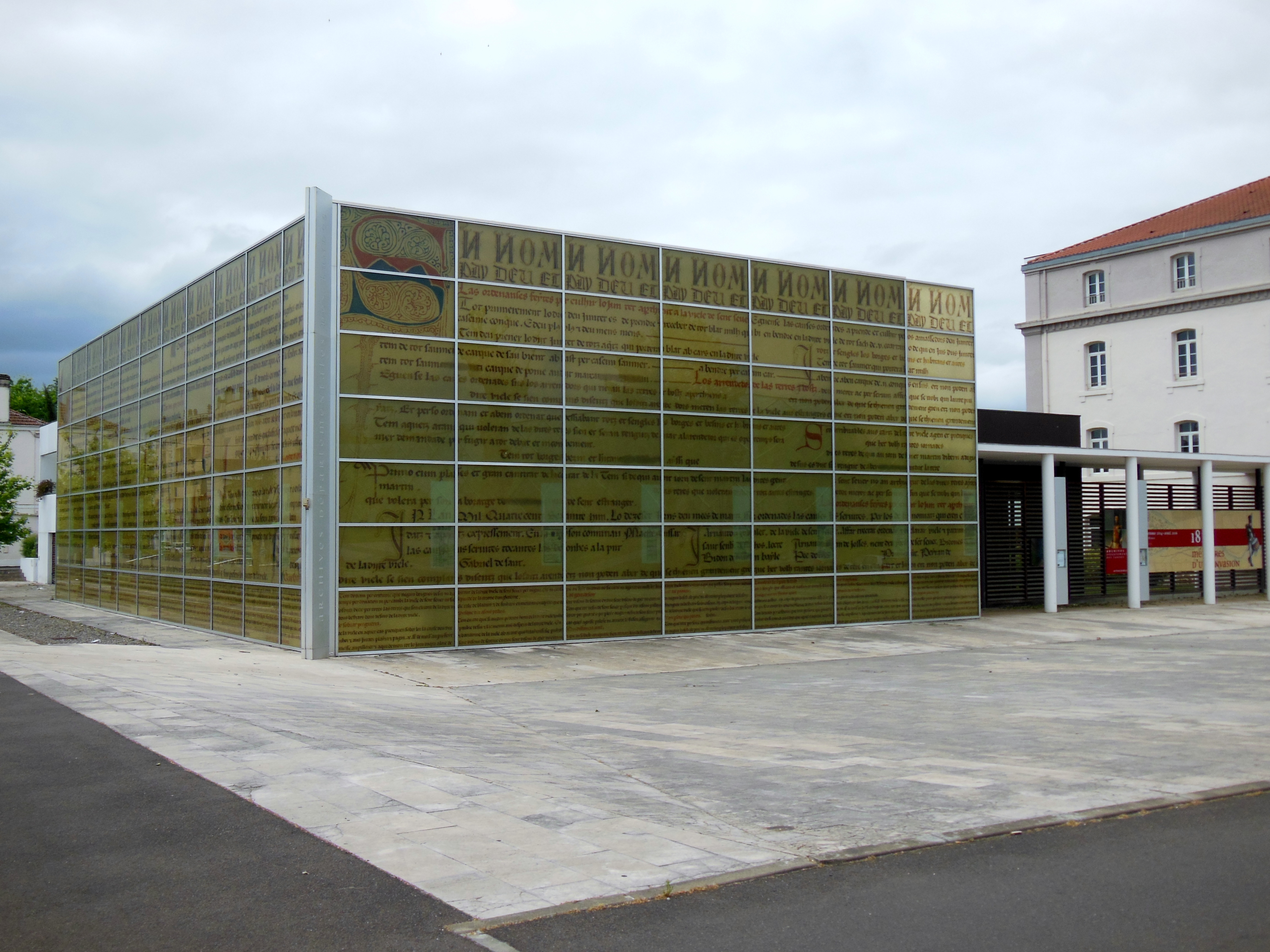
Bâtiment des archives départementales, sur l'ancienne place d'armes

## Personnalités liées à la caserne
- Léon Gischia, nommé en 1889 sous-lieutenant de réserve au 141e régiment d'infanterie territoriale stationné à la caserne
- Germain Cuzacq, rejoint le 6 août 1914 la 22e compagnie du 234e régiment d'infanterie stationnée à la caserne
- Cel le Gaucher, incorporé le  12 décembre 1914 à la caserne.

## Cinéma
Une scène du film J'embrasse pas d'André Téchiné sorti en 1991 est tournée dans la caserne Bosquet (la gare de Mont-de-Marsan sert également de décor dans ce même film).

## Galerie

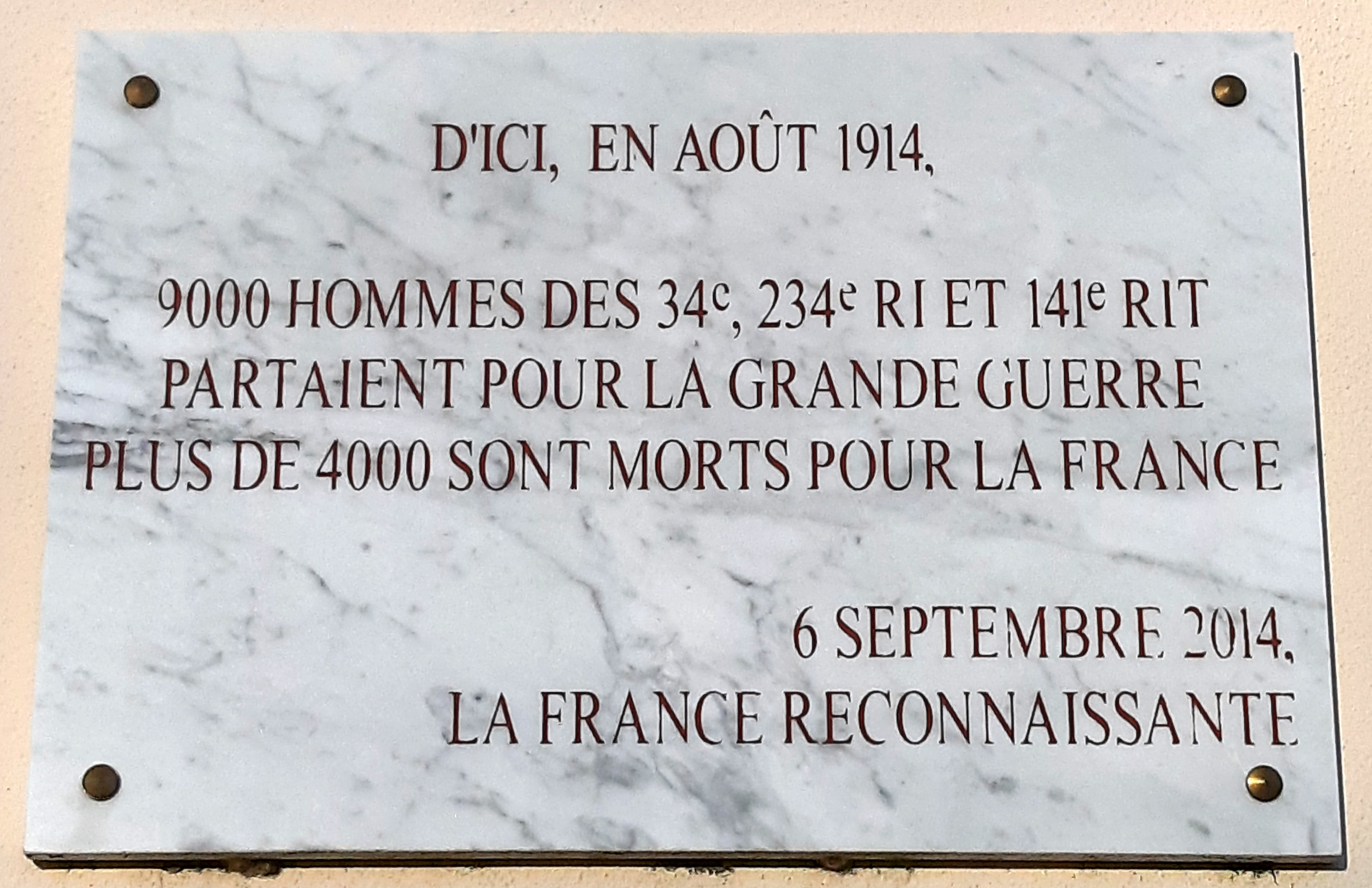
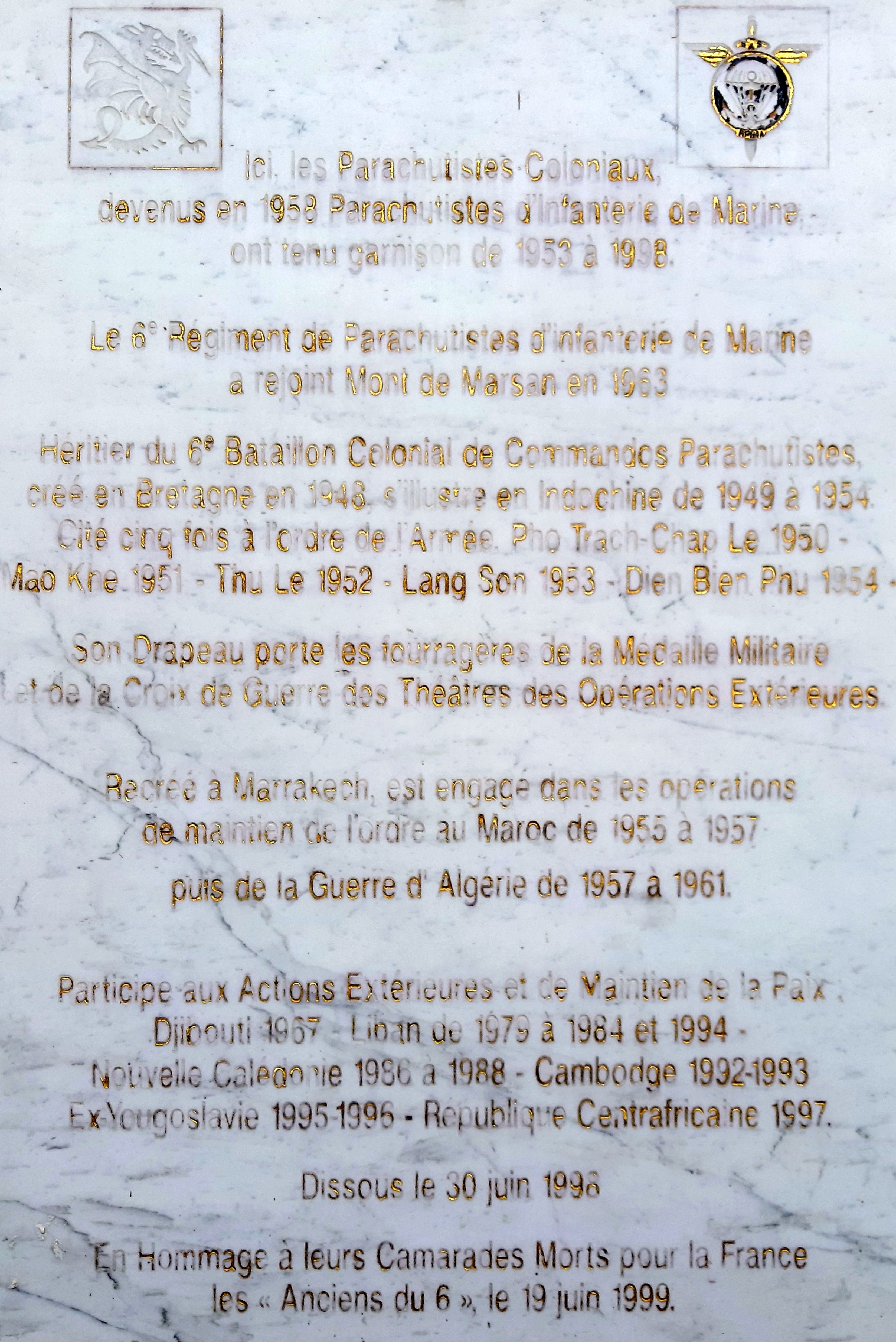
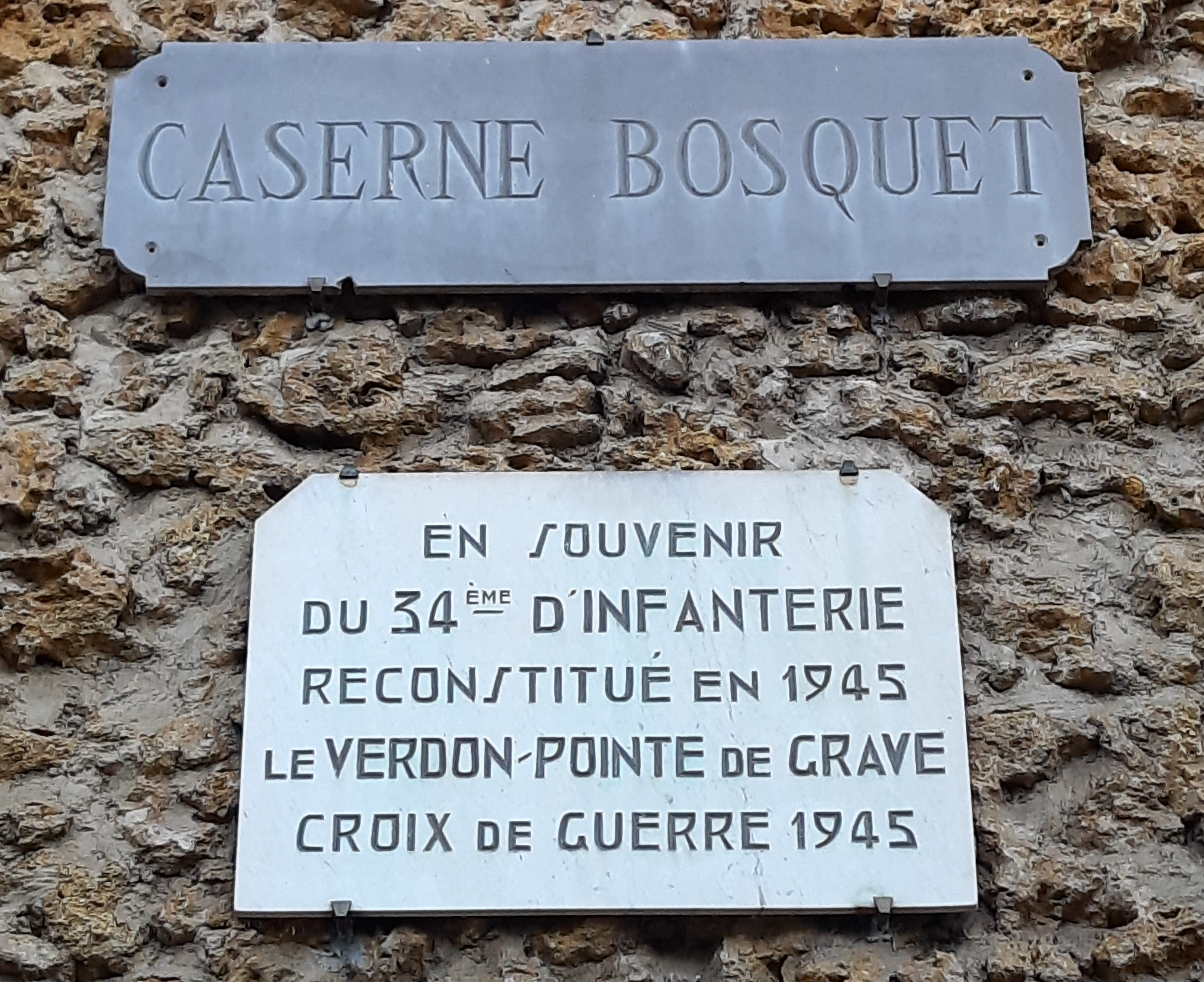
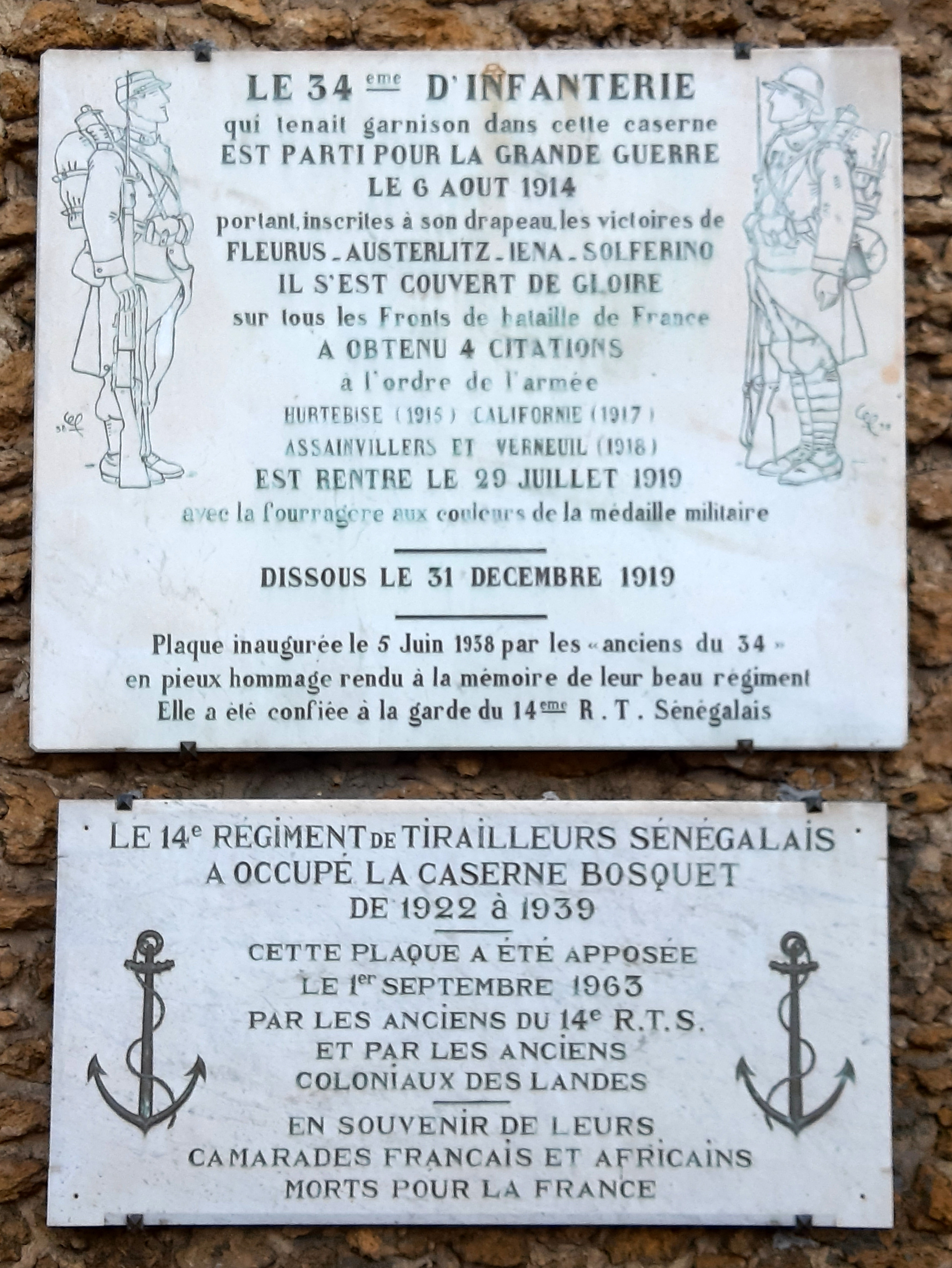
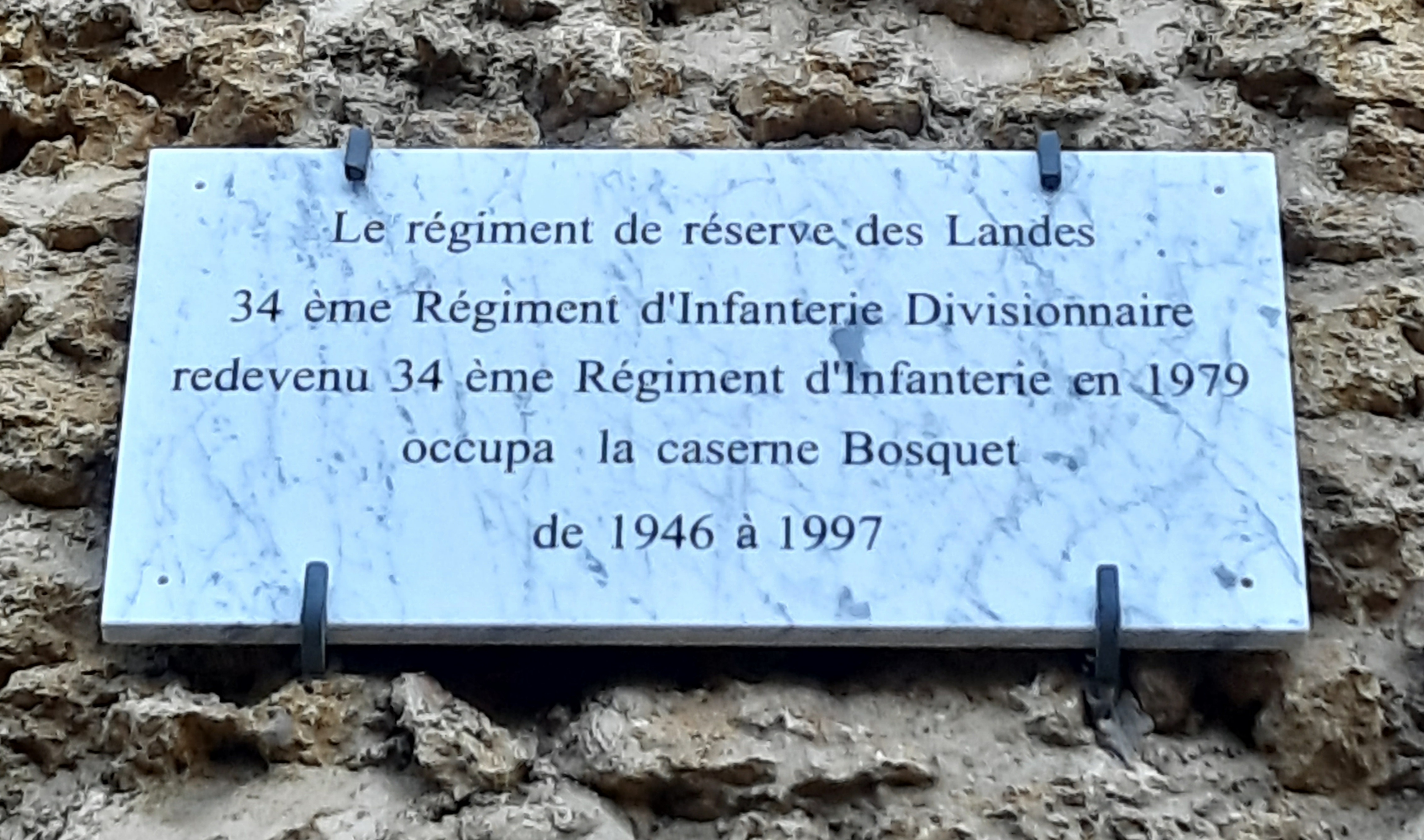

Plaques commémoratives du pavillon Solférino